# Tipula flavomarginata
Tipula flavomarginata är en tvåvingeart som beskrevs av Doane 1912. Tipula flavomarginata ingår i släktet Tipula och familjen storharkrankar. Inga underarter finns listade i Catalogue of Life.